# Williamsicoccus
Williamsicoccus – wymarły rodzaj pluskwiaków z infrarzędu czerwców i rodziny wełnowcowatych. Obejmuje tylko jeden wczesnokredowy gatunek, W. megalops.

## Taksonomia
Rodzaj i gatunek typowy opisali po raz pierwszy w 2015 roku Isabelle Vea i David Grimaldi na łamach „American Museum Novitates”. Opisu dokonano na podstawie inkluzji pojedynczego okazu w bursztynie libańskim, datowanej na późny barrem lub wczesny apt w kredzie. Odnaleziono ją w Mdejridż w okolicy Hammany w muhafazie Dżabal Lubnan w Libanie. Nazwę rodzajową nadano na cześć kokcydologa Douglasa Williamsa, natomiast epitet gatunkowy wywodzi się z greki i oznacza wielkook.

## Morfologia
Drobnych rozmiarów czerwiec o ciele długości 775 μm i szerokości 235 μm. 
Okrągława, szersza niż dłuższa głowa miała dwa skleryty oczne, każdy z dwoma parami oczu prostych, z których te pary brzusznej była znacznie większe od grzbietowych i stykały się ze sobą. Poza tym obecna była para bocznych przyoczek. Zbudowane z co najmniej sześciu członów czułki cechował nitkowaty biczyk ze szczecinkami dłuższymi od szerokości członów.
Błoniasty, słabo wyodrębniony od głowy przedtułów pozbawiony był listewek. Śródtułów miał owalną przedtarczę, pozbawioną pola błoniastego tarczę, prawie tak szeroką jak przedtarcza i owalną tarczkę oraz dobrze wykształconą pośrodkową listewkę na basisternum. Wydłużone i wąskie z zaokrąglonym szczytem skrzydło przednie osiągało 885 μm długości i 290 μm szerokości. Listewka subkostalna biegła przez nasadowe ¾ jego długości, a listewka kubitalna brała początek u jego podstawy. Powierzchnię skrzydła porastały mikrowłoski. Przezmianki miały po jednym haczyku. Długie i wąskie odnóża wieńczyły dwuczłonowe stopy o cienkich i prawie prostych pazurkach.
Odwłok miał dobrze porozgraniczane tergity i sternity. Siódmy i ósmy tergit miały gruczołowe kieszonki wydzielające woskowe nitki. Genitalia samca miały krótką, prawie rurkowatą osłonkę prącia.